# دهق (المهرة)

تعديل مصدري - تعديل

دهق هي إحدى قرى عزلة دمقوت بمديرية حوف التابعة لمحافظة المهرة، بلغ تعداد سكانها 58 نسمة حسب تعداد اليمن لعام 2004.